# Curtis McClarin
Curtis L. McClarin, né en décembre 1969 dans l'arrondissement newyorkais de Brooklyn et mort dans la même ville le 3 mars 2014 (à 44 ans), est un acteur américain.

## Biographie
Curtis McClarin commence sa carrière dans les années 1990, ses premières apparitions notables étant dans les films La Manière Forte en 1991 et Fresh en 1994. Sur le petit écran, il tient le rôle principal dans le téléfilm Murder Without Motive: The Edmund Perry Story, et joue au théâtre à Broadway dans la production musicale Bring in 'da Noise, Bring in 'da Funk.
Par la suite, sa carrière s'oriente davantage vers le théâtre, bien qu'il fasse de nombreuses apparitions comme invité dans des séries télévisées telles que New York, unité spéciale, Damages, The Good Wife et Oz, où il incarne à deux reprises l'officier Lonnie Smith.
En 2002, il incarne le pasteur Martin Luther King Jr. dans le téléfilm Sur le chemin de la guerre, traitant de la Guerre du Vietnam.
Il meurt dans son sommeil à son domicile de Brooklyn, victime d'une rupture d'anévrisme.

## Filmographie

### Cinéma
- 1991 : La Manière Forte : Dead Romeos (crédité Curtis L. McClarin)
- 1994 : Fresh : Darryl (crédité Curtis L. McClarin)
- 1996 : Ripe : H
- 1997 : Parties intimes : représentant de la compagnie aérienne
- 2004 : Brother to Brother : homme dans le métro
- 2008 : Phénomènes
- 2011 : Love Next Door
- 2011 : Occupant : installateur du câble

### Télévision
- 1992 : Murder Without Motive: The Edmund Perry Story (film TV) : Edmund Perry
- 1994 : Lifestories: Families in Crisis (série télévisée)
- 1996 : New York Police Blues (série télévisée) : Arthur (épisode Moby Greg)
- 1997 : New York Undercover (série télévisée) : Lonnie Scott (épisode Is it a Crime ?)
- 1997 : Oz : Officier Lonnie Smith (épisodes Plan B et To your Health)
- 2000 : Enquêtes à la une (série télévisée)
- 2001 : Soul Food : Les Liens du sang (série télévisée) : William (épisode The Root)
- 2002 : Sur le chemin de la guerre (film TV) : Martin Luther King Jr.
- 1999 - 2003 : New York, police judiciaire (série télévisée) : Marvin Waters (épisode Kid Pro Quo)/ Charles Perry (épisode Haven)
- 2005 : The Exonerated (film TV) : policier
- 2005 : New York, cour de justice (série télévisée) : Charlie Lansing (épisode The Line)
- 2007 : Rescue me, les héros du 11 septembre (série télévisée) : Randy (épisode Black) - crédité Curtis L. McClarin
- 2007 : On ne vit qu'une fois (série télévisée) : Arnie (crédité Curtis L. McClarin)
- 2003 - 2008 : Sur écoute (série télévisée) : fleuriste (épisodes Backwash et Transitions)
- 2009 : The Good Wife (série télévisée) : Alton Hood (épisode Crash)
- 2010 : Damages (série télévisée)
- 2005 : New York, unité spéciale (saison 6, épisode 2) : le douanier
- 2010 : New York, unité spéciale (saison 11, épisode 13) : détective Omar Ellis
- 2011 : The Confession (série télévisée) : Homme dans la maison (chapitres 5 et 6)
- 2012 : Made in Jersey (série télévisée) : Shawn Macy (épisode Wingman)
- 2013 : Person of Interest (série télévisée) : Mullins (épisode Relevance)
- 2013 : Alpha House (série télévisée)
- 2014 : Elementary (série télévisée) : Morris Gilroy (épisode Corpse De Ballet)
- 2014 : Nurse Jackie (série télévisée) : Mr. Morgan (épisode Love Jungle )

### Voix
- 2001 : Grand Theft Auto III (jeu vidéo) : Curtly